# IC 4507
IC 4507 est une galaxie spirale de séquence de Hubble Sab ? située dans la constellation du Bouvier à environ 601 millions d'années-lumière de la Voie lactée.
L'objet a été découvert par Royal Harwood Frost le 10 mai 1904.